# 希什格尔
希什格尔（Shishgarh），是印度北方邦巴雷利县的一个城镇。总人口20672（2001年）。

## 人口
该地2001年总人口20672人，其中男性10790人，女性9882人；0—6岁人口4138人，其中男2008人，女2130人；识字率27.21%，其中男性为36.22%，女性为17.36%。